# 池田眞規
池田 眞規（いけだ まさのり、1928年 - 2016年11月13日）は、日本の弁護士。日本反核法律家協会前会長。原爆症認定集団訴訟全国弁護団長。九州大学法学部卒業。自衛隊百里基地訴訟や長沼ナイキ訴訟、湾岸戦争国費支出違憲訴訟などを担当。